# Eva Engelken
Eva Engelken (* 1971) ist eine deutsche Juristin, Wirtschaftsjournalistin, Autorin und Kommunalpolitikerin.

## Werdegang
Eva Engelken ist Volljuristin und ausgebildete Wirtschaftsjournalistin. Seit 2006 berät sie Unternehmen und Wirtschaftsprüfungsgesellschaften, seit 2011 als Inhaberin von Klartext Kommunikation für Anwälte. 2015 brachte sie ihr Buch 111 Gründe, Anwälte zu hassen heraus. Darüber hinaus schrieb sie Klartext für Anwälte, und 2018 erschien ihr erster Roman Drei Küsse für Herkules.
Eva Engelken ist die Tochter von Klaas Engelken. Sie lebt in Mönchengladbach und ist Mutter von drei Kindern.

## Politik
Eva Engelken war von 2018 bis 2024 Mitglied von Bündnis 90/Die Grünen. Sie vertritt eine kritische Position bezüglich der Änderung des Transsexuellengesetzes in ein „Selbstbestimmungsgesetz“ und steht damit im Gegensatz zur Parteilinie der Grünen. Zum diesbezüglichen Vorhaben des Kabinetts Scholz äußerte sie: „Das ist ein ganz fundamentaler Systemwechsel, diesen feststehenden, auf biologischen Fakten basierenden Begriff Geschlecht durch etwas Subjektives zu ersetzen wie einer Geschlechteridentität.“
Auf Grund des Wegzugs der Ratsfrau Lena Zingsheim-Zobel zum 1. August 2023 zog Eva Engelken als deren Nachrückerin in den Mönchengladbacher Stadtrat und darüber hinaus durch den Rücktritt von Klaus Barthels in die Bezirksvertretung Nord ein. Wegen der Differenzen in der Queer-Politik distanzierten sich die Grünen in Mönchengladbach von ihr, lehnten eine Zusammenarbeit ab und nahmen sie nicht in die Ratsfraktion auf. So wurde Eva Engelken fraktionsloses Ratsmitglied.
Eva Engelken beteiligte sich an Frauenprotesten gegen das geplante „Selbstbestimmungsgesetz“ beim Bundesparteitag der Grünen in Bonn im Oktober 2022. Sie kritisierte dabei auch Fridays for Future dafür, dass sie auf ihren Bannern die Regenbogen- und Transgenderflagge verwendeten, und äußerte: „Trans und Queer erobert das Ganze. Das ist dafür bezeichnend, mit welchem Einfluss diese Queer-Lobby in die Gesellschaft einsickert.“ Umgekehrt schlug ihr bei ihrer ersten Sitzung im Stadtrat Mönchengladbach am 13. September 2023 vor dem Rathaus der Protest grüner und linker Lokalpolitiker und Transaktivisten entgegen.
2024 erklärte Eva Engelken ihren Austritt aus der Partei Bündnis 90/Die Grünen.

## Werke
- Der Rechtsratgeber für Existenzgründer. So bleibt ihr Unternehmen auf der sicheren Seite. Die häufigsten juristischen Probleme. Mit Checklisten und weiterführenden Adressen. Redline-Verlag, München 2009, ISBN 978-3-86881-025-7
- Trans*innen? Nein, danke!: Warum wir Frauen einzigartig sind und bleiben. Orgshop GmbH, 1. Edition, 2022, ISBN 978-3-98617-028-8
- Klartext für Anwälte. Mandanten gewinnen – Medien überzeugen. Verständliche Kommunikation in Wort und Schrift. Linde, Wien 2010, ISBN 978-3-7093-0320-7
- Eva Engelken (Text), Jana Moskito (Illustrationen): 111 Gründe, Anwälte zu hassen und die besten Tipps, wie man mit ihnen trotzdem zu seinem Recht kommt. Schwarzkopf & Schwarzkopf, Berlin 2014, ISBN 978-3-86265-403-1
- Drei Küsse für Herkules. Edition Eva & Adams, Mönchengladbach 2018, ISBN 978-3-9819902-1-8